# Vodni Pad, Smolean
Vodni Pad (în bulgară Водни Пад) este un sat în comuna Devin, regiunea Smolean,  Bulgaria. 

## Demografie
Componența etnică a satului Vodni Pad
     Nicio identificare (100%)
     Altele (0%)
La recensământul din 2011, populația satului Vodni Pad era de 2 locuitori. . Pentru 100,0% din locuitori nu este cunoscută apartenența etnică.